# Mariusz Jurkiewicz

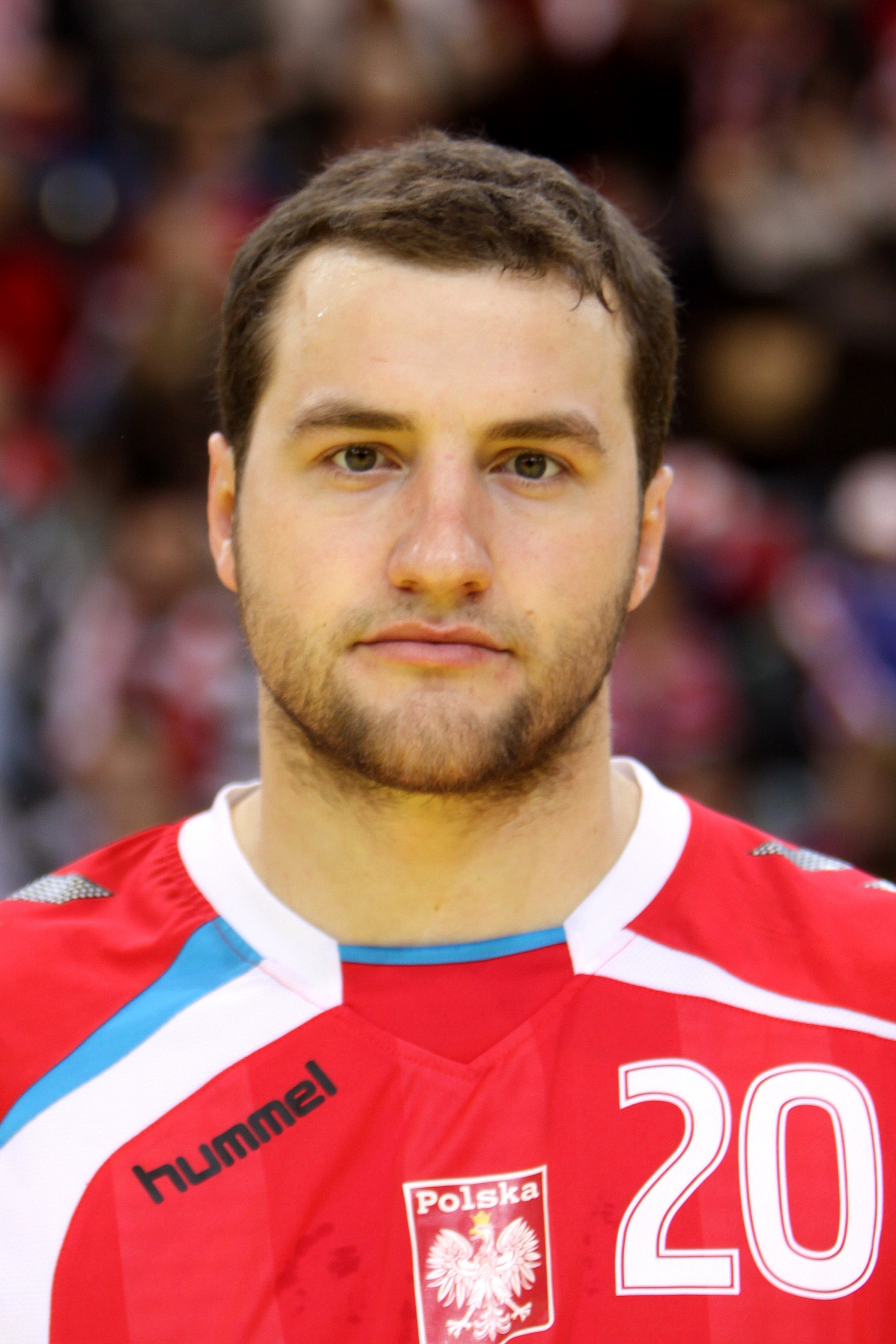
Mariusz Jurkiewicz, 2010.

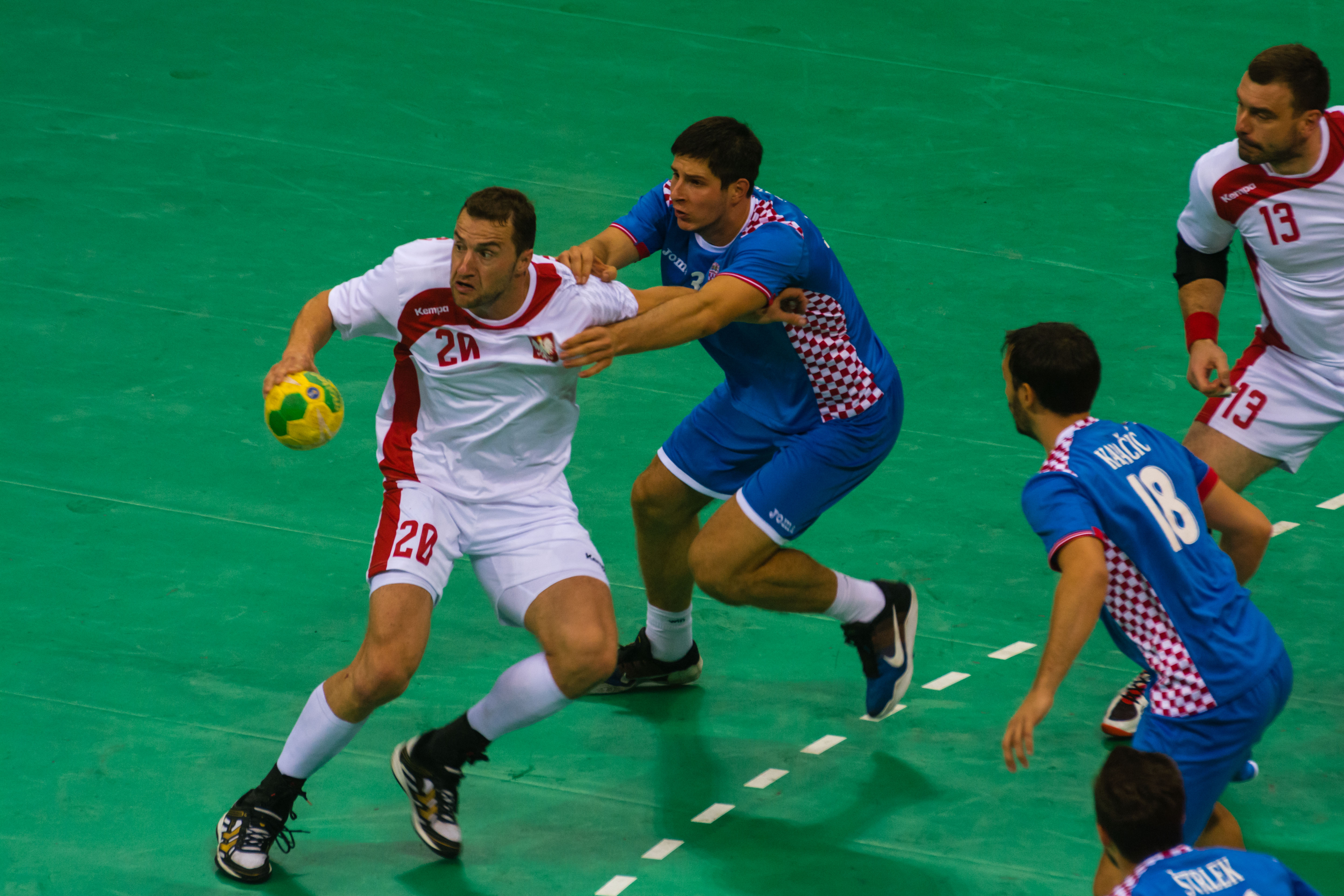
Mariusz Jurkiewicz (med bollen), vid OS 2016 i Rio de Janeiro.

Mariusz Jurkiewicz, född 3 februari 1982 i Lubin, är en polsk tidigare handbollsspelare (vänsternia). Från 2002 till 2017 spelade han 163 landskamper och gjorde 278 mål för Polens landslag.

## Klubbar
- Zagłębie Lubin (–2003)
- BM Ciudad Real (2003–2004)
- JD Arrate (2004–2009)
- SDC San Antonio (2009–2010)
- BM Atlético de Madrid (2010–2013)
- SPR Wisła Płock (2013–2015)
- KS Kielce (2015–2020)